# Sinagoga Isaac M. Wise di Cincinnati
La sinagoga Isaac M. Wise di Cincinnati (Isaac M. Wise Temple, o Plum Street Temple), così chiamato in onore del rabbino Isaac M. Wise, fondatore dell'ebraismo riformato americano, è una sinagoga ottocentesca, in stile neomoresco, situata a Cincinnati (Ohio). Inaugurata nel 1866 è una delle più antiche e importanti sinagoghe degli Stati Uniti.

## La storia
La congregazione KK B'nai Yeshurun guidata dal 1853 da Isaac M. Wise aveva guadagnato la ribalta nazionale per le posizioni riformatrici del proprio leader spirituale, ed era divenuta per numero la seconda comunità degli Stati Uniti. La concezione del nuovo tempio su Plum Street era un'affermazione pubblica del proprio prestigio e una realizzazione delle nuove idee in campo liturgico e di integrazione sociale. Il luogo prescelto rispondeva perfettamente a queste esigenze, nel cuore religioso di Cincinnati, di fronte alla storica cattedrale di San Pietro in catene e accanto alla Cattedrale episcopaliana di San Paolo (oggi scomparsa, perché demolita nel 1937). La progettazione della sinagoga fu affidata al noto architetto James Keys Wilson. La cerimonia di dedicazione avvenne il 24 agosto 1866, con grande concorso di fedeli e delle autorità civili e religiose locali.
L'edificio è tuttora in uso come uno dei centri dell'ebraismo riformato americano. Dal 1972 il suo nome è stato incluso nel National Register of Historic Places per il suo valore storico e artistico.

## L'architettura

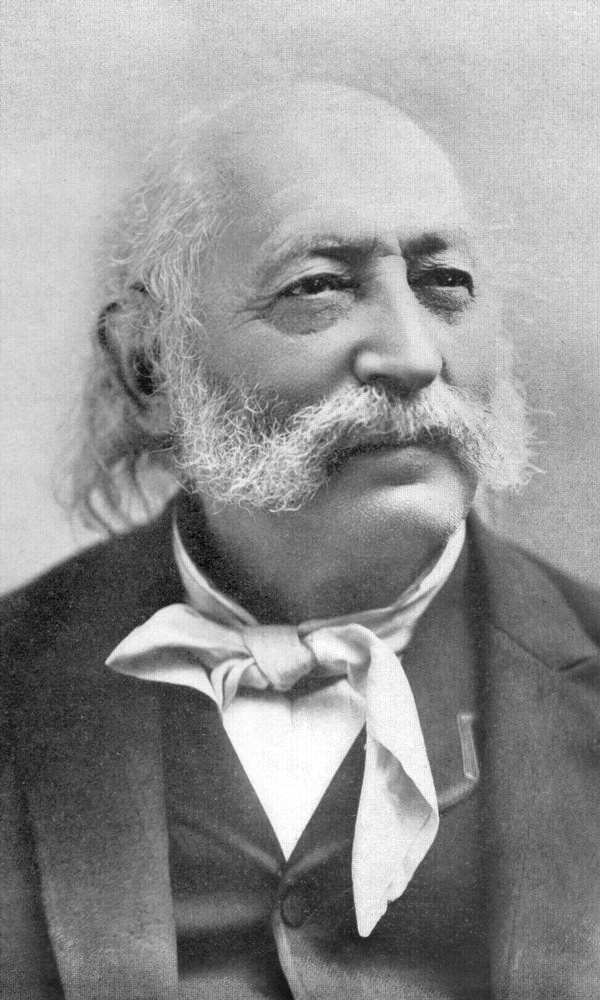
Il rabbino Isaac M. Wise

James Keys Wilson ideò un grandioso edificio in stile neomoresco, sul modello delle grandi sinagoghe riformate europee, in particolare lo Leopoldstädter Tempel la cui costruzione era stata completata nel 1858.
Il disegno complesso del Plum Street Temple incorpora elementi eclettici. Se le due torri coronate da cupole e minareti e le decorazioni degli interni ricordano l'architettura islamica, i tre ingressi di archi acuti e le finestre a rosetta suggeriscono piuttosto lo stile neogotico.
L'interno ha impianto basicale, a tre navate con alte colonne e è privo di matronei. Alle pareti si aprono grandi finestre a vetrate in stile neogotico. Come in tutte le sinagoghe riformate un posto centrale è dato al grande organo a canne, costruito dalla società di Cincinnati " Koehnken & Co" e collocato sopra l'ingresso.

## Galleria d'immagini

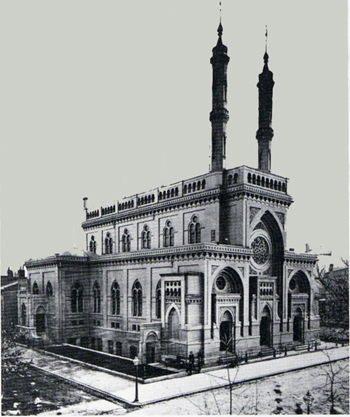
La sinagoga in una foto agli inizi del Novecento
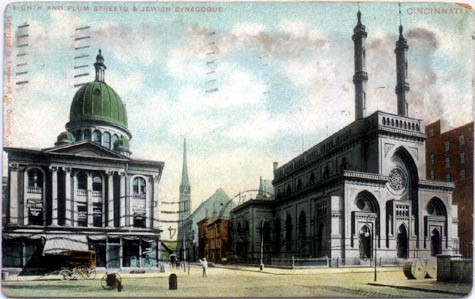
La sinagoga accanto alla Chiesa di San Paolo (ora scomparsa)